# Noel Cantwell
Pour les articles homonymes, voir Cantwell.
Noel Euchuria Cornelius Cantwell, né le 28 février 1932 et décédé le 8 septembre 2005, est un footballeur et un joueur de cricket irlandais.
Ce défenseur fut sélectionné 36 fois en équipe d'Irlande de football. Il joua parfois au poste d'avant-centre en sélection et inscrivit 14 buts sous le maillot vert.
Ce footballeur joua également cricket au club irlandais Cork Bohemians Cricket Club et eu une sélection nationale avec l'Irlande face à l'Écosse en 1956.

## Carrière joueur
- Western Forest FC
- Cork Athletic FC
- 1952-1960 : West Ham
- 1960-1967 : Manchester United

## Palmarès joueur
- Championnat d'Angleterre : 1965 et 1967
- Coupe d'Angleterre : 1963

## Carrière entraîneur
- 1967-1972 : Coventry City
- 1972-1977 : Peterborough United
- 1977-1978 : New England Teamen (USA)
- 1986-1988 : Peterborough United

## Sources
- (en) Stephen McGarrigle, The Complete who's who of Irish international football : 1945-1996, Edimbourg, Mainstream Publishing, octobre 1996, 237 p. (ISBN 1-85158-894-9), p. 32-33